# 瓦克薩哈奇 (德克薩斯州)
瓦克薩哈奇（英語：Waxahachie）是一個位於美國德克薩斯州埃利斯縣的城市。根據2010年美國人口普查，該地共人口29621人，而該地的面積約為126.60平方千米。同時該地也是埃利斯縣的縣治。

## 地理
瓦克薩哈奇的座標為32°23′59″N 96°50′50″W / 32.39972°N 96.84722°W，而該地的平均海拔高度為170米（即558英尺）。